# Сульфохлорирование
Сульфохлори́рование (реакция Рида) — химическая реакция, в ходе которой в химическое соединение вводится сульфохлоридная группа SO2Cl. Как правило, осуществляется одновременным действием 
 двуокиси серы и хлора. Имеет важное значение в промышленности, в лабораторной практике обычно используется для случаев, когда затруднено образование изомеров.

## Механизм
Реакция имеет свободнорадикальный механизм и осуществляется путём введения диоксида серы и хлора в реакционную смесь:
{\displaystyle {\ce {RH + SO_2 + Cl_2 -> RSO_2Cl}}}
На первой стадии хлор осуществляет электрофильную атаку на атом водорода в месте наибольшей электронной плотности:
{\displaystyle {\ce {CH_3CH_2Cl {\ce {->[SO_2, Cl_2]}}ClSO_2CH_2CH_2Cl}}}
Несмотря на важную роль пространственных факторов, сульфохлорирования по третичному атому углерода не происходит:
{\displaystyle {\ce {(CH_3)_2CHCH_2CH_2Cl {\ce {->[SO_2, Cl_2]}}ClSO_2CH_2(CH_3)CHCH_2CH_2Cl}}}
Для алканов изменения относительных скоростей реакций сульфохлорирования соответствуют аналогичным изменениям при реакции хлорирования.

## Применение
Реакция применяется в промышленности для получения сульфокислот из алканов. В случае использования алканов, имеющих большую молекулярную массу, в процессе образуется смесь с большим количеством изомерных продуктов, которые применимы, в основном, только для технического применения. В лабораторных условиях для получения чистых соединений применимость ограничена специфическими случаями, где не образуется значительного количества изомеров.